# الدورادو اسپرینگز (میزوری)
الدورادو اسپرینگز (به انگلیسی: El Dorado Springs) یک شهر در ایالات متحده آمریکا است که در شهرستان سدار، میزوری واقع شده‌است. الدورادو اسپرینگز ۸٫۰۰ کیلومتر مربع مساحت و ۳٬۵۹۳ نفر جمعیت دارد و ۲۵۹ متر بالاتر از سطح دریا واقع شده‌است.